# Sapientis est mutare consilium
Sapientis est mutare consilium (alla lettera è proprio del sapiente mutare parere) è una locuzione latina per indicare che molte volte è un atteggiamento proprio delle persone sagge cambiare parere. La locuzione la si trova spesso nella versione est saepe sapientis mutare consilium. Ci si allontana, perciò, dalla visione di un sapiente, depositario di una verità assoluta e immodificabile. Cicerone, sempre su questa linea afferma anche che Ipsum sapientem saepe aliquid opinari quod nesciat. Lo stesso sapiente a volte, esprime congetture su quello che ignora.